# Брагино (Юровское муниципальное образование)
Брагино — деревня в Грязовецком районе Вологодской области.
Входит в состав Юровского муниципального образования, с точки зрения административно-территориального деления — в Покровский сельсовет.
Расстояние до районного центра Грязовца по автодороге — 23 км, до центра муниципального образования Юрово по прямой — 18 км. Ближайшие населённые пункты — Покровское, Васюково, Костино.
По переписи 2002 года население — 11 человек.